# Evian (azienda)
Evian è una marca di acque minerali appartenente al gruppo agroalimentare francese Danone. La sorgente da cui viene ricavata l'acqua si trova a Évian-les-Bains; da lì, attraverso condotte in acciaio inossidabile, viene convogliata verso gli stabilimenti di Amphion-les-Bains, dove viene imbottigliata.
Le acque Evian sono vendute principalmente in Francia, Regno Unito, Belgio, Svizzera, Stati Uniti e Giappone.
Nel 2018 è stata lanciata una serie di bottiglie firmate da Chiara Ferragni, che hanno raggiunto quotazioni molto alte.